# گابریله مئل
گابریله مئل (آلمانی: Gabriele Mehl؛ زادهٔ ۲۵ فوریهٔ ۱۹۶۷) قایقران روئینگ اهل آلمان بود.